# Krystyna Wyrobiec
Krystyna Wyrobiec (ur. 13 marca 1945, zm. 12 września 2018) – polska piłkarka ręczna, mistrzyni i reprezentantka Polski.

## Kariera sportowa
Występowała jako bramkarka. W latach 1963–1969 była zawodniczką Cracovii, w której barwach w 1967 wywalczyła mistrzostwo Polski, w latach 1965, 1968, 1969 wicemistrzostwo Polski, występowała także w barwach Wandy Kraków. W reprezentacji Polski wystąpiła w latach 1968-1976 w dwunastu spotkaniach. Została pochowana na Cmentarzu Podgórskim (kwatera XIXa-4-3).

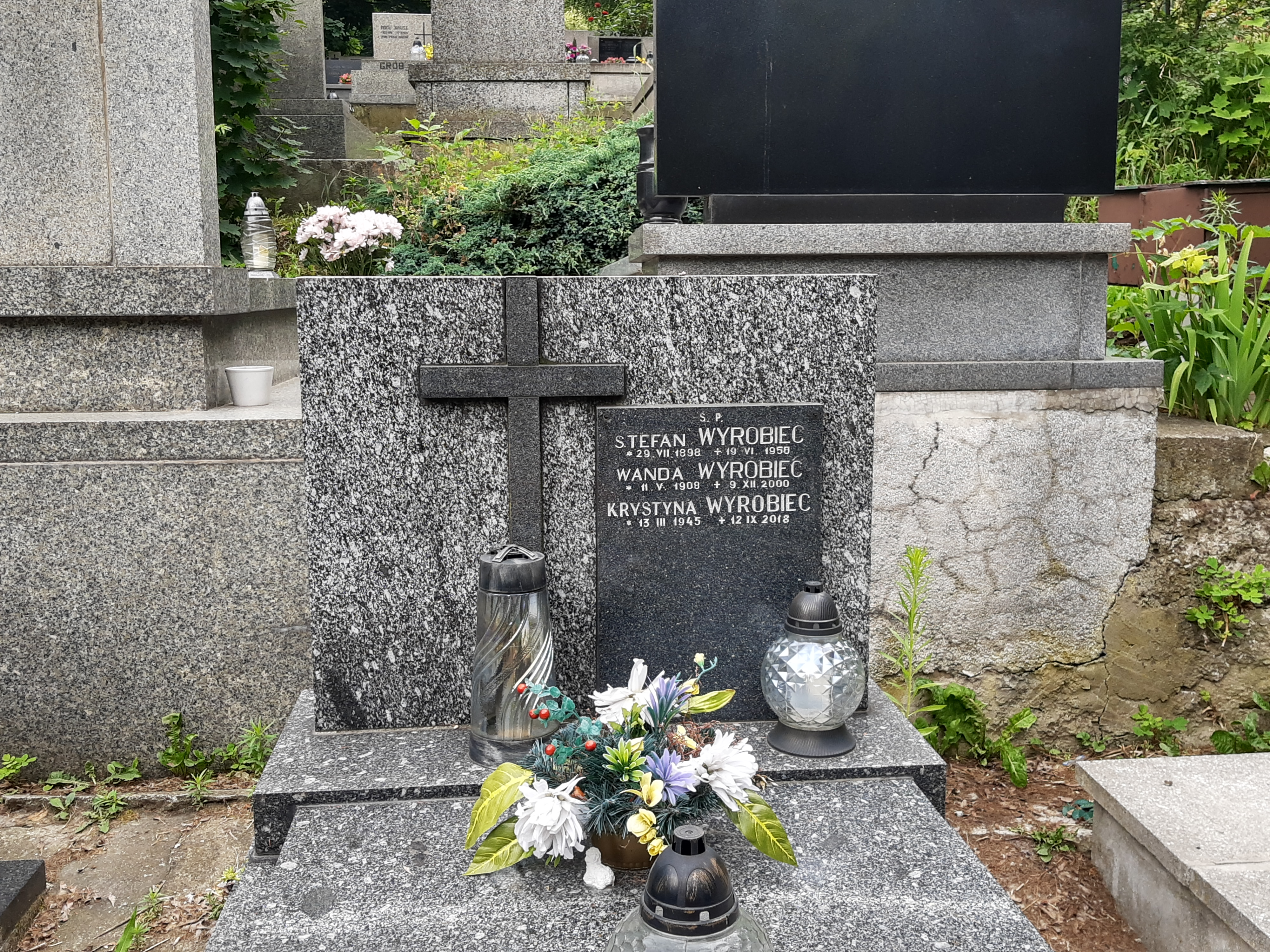
Grób Krystyny Wyrobiec na Cmentarzu Podgórskim